# Smith & Wesson Model 28
Smith & Wesson (S&W) Model 28, также известный как Highway Patrolman — револьвер калибра .357 Magnum, производившийся компанией Smith & Wesson в 1954—1986 гг. Представляет собой бюджетную версию выпускаемого поныне предыдущего образца S&W Model 27 (ранее известного как Registered Magnum).

## История
В конце 1940-х — начале 1950-х гг Smith & Wesson была единственной американской компанией, производившей револьверы калибра .357 magnum. В этом калибре выпускалась только 27-я модель, которая, хотя и пользовалась спросом у правоохранительных органов и частных лиц, однако её дорогая отделка (полировка, рифление верхней части рамы и т. д.) лишь удорожала оружие, при этом никак не влияя на его характеристики.
В начале 1950-х годов, когда Smith and Wesson вернулась к выпуску многих своих довоенных образцов, включая револьвер калибра .357 Magnum, она решила пойти навстречу многочисленным просьбам своих клиентов относительно более доступного оружия и в 1954 году выпустила модель Highway Patrolman.
В отличие от большинства прочих моделей, при создании 28-й упор делался не на улучшение, а на удешевление производства и, соответственно, снижение себестоимости изделия. Так, например, полировку некоторых деталей сменила пескоструйная обработка. Однако, все эти упрощения не ухудшили свойств оружия; конструктивно это была почти та же 27-я модель на стандартной раме S&W типа «N» (N-frame), но не столь богато отделанная.
В 1957 году фирменное наименование «Highway Patrolman» было изменено на Model 28. Под этим названием револьвер производился до 1986 года.

## Другие эксплуатанты
- : Состоит на вооружении группы спецназа карабинеров GIS.[2]
- : На вооружении полиции (норв. Politi- og lensmannsetaten) в некоторых муниципалитетах.